# Фаворский, Максим Андреевич
Максим Андреевич Фаворский (1804 или 1806 —1867) — российский медик, доктор медицины.

## Биография
Родился в селе Павлово в 1804 или 1806 году. Происходил из духовного звания и, поступив в 1817 году в Нижегородскую духовную семинарию, окончил её в 1826 году.
Спустя два года поступил в Императорский Московский университет, откуда был выпущен в 1832 году лекарем 1-го отделения. В 1833 году поступил в Московский военный госпиталь.
В 1838 году получил звание штаб-лекаря в Санкт-Петербургской медико-хирургической академии и тогда же определился в Нарвский военный госпиталь. Назначенный в том же 1838 году столоначальником военного медицинского департамента, Фаворский в 1846 году вышел в отставку.
В 1858 году получил степень доктора медицины за диссертацию «De flexionibus uteri non gravidi» и должность адъюнкт-профессора фармации в Медико-хирургической академии. Выслужил чин статского советника.
Умер 5 (17) февраля 1867 года в Санкт-Петербурге и был похоронен на Волковском православном кладбище с братом, священником Евграфом Андреевичем Фаворским (1821—1876).